# タイムショックI
タイムショックⅠは、1991年3月にSANKYOが発売した、時計をモチーフとしたデザインが特徴のパチンコ機のシリーズ名。
タイムショックⅠの1機種がある。

## 概要
SANKYOが発表した、1990年に改正された風営法に対応した第一弾の権利物機。新しく認められた確率変動機能を搭載していた。

## スペック
- 賞球数 7&15
- 大当たり最高継続 15R
- 大当たり確率 1/180
- 権利回数 2回権利

## 演出
役物の上部にあるスタートチャッカーに入ると、デジタル時計の表示部をイメージした7セグデジタルの値が変動する。数字が３つ揃うと時計の針が玉を運びV入賞、権利が発生する。
権利発生後は右打ちにし、時計役物の下のアタッカーを狙うことで出玉を稼ぐことができる。

## コンシューマ移植
- Victory-ZONEシリーズ(PlayStation用)
  - 『Victory-ZONE』(ソニー・コンピュータエンタテインメント、1995年3月31日発売、SCPS10002、JAN-4948872100021)に収録。

## サウンドトラック
- 『ザ・パチンコ・ミュージックフロム三共 3』 キングレコード、1998年8月21日。KICA-1216。
  - BGMが収録されている。